# Would You Believe?
Would You Believe? – album amerykańskiego muzyka Raya Charlesa, wydany w 1990 roku. Jest to płyta koncepcyjna, dotycząca Maxwella Smarta. Would You Believe? miał w założeniu przedstawiać rhythm and bluesa lat 50., jednak w połączeniu z komputerową produkcją lat 90. okazał się nieudanym eksperymentem.
Producentami albumu byli Charles oraz Jimmy Lewis.

## Lista utworów
| 1.  | „I’ll Take Care of You” (Lewis)                      | 3:59  |
|     |                                                      |       |
| 2.  | „Your Love Keeps Me Satisfied” (Preston)             | 3:37  |
|     |                                                      |       |
| 3.  | „Ellie, My Love” (Kuwata)                            | 4:09  |
|     |                                                      |       |
| 4.  | „I Can’t Get Enough” (John, Webster)                 | 3:17  |
|     |                                                      |       |
| 5.  | „Let’s Get Back to Where We Left Off” (Cason, Lewis) | 4:12  |
|     |                                                      |       |
| 6.  | „Child Support & Alimony” (Lewis)                    | 3:45  |
|     |                                                      |       |
| 7.  | „Fresh Out of Tears” (Lewis)                         | 3:21  |
|     |                                                      |       |
| 8.  | „Living Without You” (Mandel)                        | 4:39  |
|     |                                                      |       |
| 9.  | „Where’re the Stairs?” (Lewis)                       | 4:24  |
|     |                                                      |       |
| 10. | „Leave Him” (Lewis)                                  | 4:19  |
|     |                                                      |       |
|     |                                                      | 39:42 |
|     |                                                      |       |